# صوفی ابو طالب
صوفی ابو طالب (انگلیسی: Sufi Abu Taleb؛ ۲۷ ژانویهٔ ۱۹۲۵ – ۲۱ فوریهٔ ۲۰۰۸) یک سیاست‌مدار اهل مصر بود. صوفی ابو طالب در ۲۱ فوریه ۲۰۰۸ در سن ۸۳ سالگی درگذشت.